# Campeonato Georgiano de Futebol
Campeonato Georgiano de Futebol, oficialmente Erovnuli Liga (em georgiano: ეროვნული ლიგა; em português: Liga Nacional) e é uma competição de futebol da Geórgia, fundada em 1990. Desde 1990, tem sido organizado pela Liga de Futebol Profissional da Geórgia e da Federação Georgiana de Futebol. De 1927 a 1989, o concurso foi realizado como um torneio regional dentro da União Soviética.[carece de fontes?] O campeonato é composto por dez equipes na primeira divisão e por mais dez na segunda divisão.

## Umaglesi Liga Premier 2015-16
| Equipe              | Cidade      | 2014-15 | Títulos |
| ------------------- | ----------- | ------- | ------- |
| Chikhura            | Sachkhere   | 5º      | 0       |
| Dila Gori           | Gori        | 1º      | 1       |
| Dinamo Batumi       | Batumi      | 2º      | 0       |
| Dinamo Tiblíssi     | Tiblíssi    | 3º      | 15      |
| Guria               | Lanchkhuti  | 9º      | 0       |
| Kolkheti Poti       | Poti        | 10º     | 0       |
| Lokomotivi Tiblíssi | Tiblíssi    | 2º (PL) | 0       |
| Merani Martvili     | Martvili    | 11º     | 0       |
| Saburtalo           | Tiblíssi    | 1º (PL) | 0       |
| Samtredia           | Samtredia   | 6º      | 0       |
| Sapovnela           | Terjola     | -       | 0       |
| Shukura             | Kobuleti    | 7º      | 0       |
| Sioni               | Bolnisi     | 13º     | 1       |
| Torpedo Kutaisi     | Kutaisi     | 8º      | 3       |
| Tskhinvali          | Tsequinváli | 4º      | 0       |
| Zugdidi             | Zugdidi     | 12º     | 0       |

## Campeões
| Temporada | Campeão              | Fonte(s) |
| 1990      | Iberia Tiblíssi      |          |
| 1991      | Iberia Tiblíssi      |          |
| 1991–92   | Dínamo Tiblíssi      |          |
| 1992–93   | Dínamo Tiblíssi      |          |
| 1993–94   | Dínamo Tiblíssi      |          |
| 1994–95   | Dínamo Tiblíssi      |          |
| 1995–96   | Dínamo Tiblíssi      |          |
| 1996–97   | Dínamo Tiblíssi      |          |
| 1997–98   | Dínamo Tiblíssi      |          |
| 1998–99   | Dínamo Tiblíssi      |          |
| 1999–00   | Torpedo Kutaisi      |          |
| 2000–01   | Torpedo Kutaisi      |          |
| 2001–02   | Torpedo Kutaisi      |          |
| 2002–03   | Dínamo Tiblíssi      |          |
| 2003–04   | WIT Georgia Tiblíssi |          |
| 2004–05   | Dínamo Tiblíssi      |          |
| 2005–06   | Sioni Bolnisi        |          |
| 2006–07   | FC Olimpi Rustavi    |          |
| 2007–08   | Dínamo Tiblíssi      |          |
| 2008–09   | WIT Georgia Tiblíssi |          |
| 2009–10   | FC Olimpi Rustavi    |          |
| 2010–11   | Zestafoni            |          |
| 2011–12   | Zestafoni            |          |
| 2012–13   | Dínamo Tiblíssi      |          |
| 2013–14   | Dínamo Tiblíssi      |          |
| 2014–15   | Dila Gori            |          |
| 2015–16   | Dínamo Tiblíssi      |          |
| 2016      | Samtredia            |          |
| 2017      | Torpedo Kutaisi      |          |
| 2018      | Saburtalo            |          |
| 2019      | Dinamo Tiblíssi      |          |
| 2020      | Dinamo Tiblíssi      |          |
| 2021      | Dinamo Batumi        |          |
| 2022      | Dinamo Tiblíssi      |          |

### Títulos por Equipe
| Clube             | Títulos | Fonte(s) |
| ----------------- | ------- | -------- |
| Dínamo Tiblíssi   | 19      |          |
| Torpedo Kutaisi   | 4       |          |
| WIT Georgia       | 2       |          |
| FC Olimpi Rustavi | 2       |          |
| FC Zestafoni      | 2       |          |
| FC Sioni Bolnisi  | 1       |          |
| Samtredia         | 1       |          |
| Saburtalo         | 1       |          |
| Dila Gori         | 1       |          |
| Dinamo Batumi     | 1       |          |

## Artilheiros
| Temporada | Artilheiro           | Equipe               | Gols |
| 1998/99   | Mikheil Ashvetia     | Dínamo Tiblíssi      | 26   |
| 1999/00   | Zurab Ionanidze      | Torpedo Kutaisi      | 24   |
| 2000/01   | Zaza Zirakishvili    | Dínamo Tiblíssi      | 21   |
| 2001/02   | Suliko Davitashvili  | Lokomotivi/Merani-91 | 18   |
| 2002/03   | Zurab Ionanidze      | Torpedo Kutaisi      | 26   |
| 2003/04   | Suliko Davitashvili  | Torpedo Kutaisi      | 20   |
| 2004/05   | Levani Melkadze      | Dínamo Tiblíssi      | 27   |
| 2005/06   | Jaba Dvali           | Dínamo Tiblíssi      | 21   |
| 2006/07   | Sandro Iashvili      | Dínamo Tiblíssi      | 27   |
| 2007/08   | Mikheil Khutsishvili | Dínamo Tiblíssi      | 16   |
| 2008/09   | Nikoloz Gelashvili   | Zestafoni            | 20   |
| 2009/10   | Anderson Aquino      | Metalurgi Rustavi    | 26   |
| 2010/11   | Nikoloz Gelashvili   | Zestafoni            | 18   |
| 2011/12   | Jaba Dvali           | Zestafoni            | 20   |
| 2012/13   | Xisco                | Dínamo Tiblíssi      | 24   |
| 2013/14   | Xisco                | Dínamo Tiblíssi      | 19   |
| 2014/15   | Irakli Modebadze     | Dila Gori            | 16   |